# Zoo di Mayaguez
Lo zoo di Mayaguez è uno zoo istituito nella città di Mayagüez,  nella zona di Porta del Sol a Porto Rico, stato dipendente degli Stati Uniti d'America, fondato grazie all'autorizzazione concessa da Benjamin Cole nel 1954, copre un'area di 18 ettari.